# Гринфилд, Герберт
Герберт В. Гринфилд (англ. Herbert W. Greenfield; 25 ноября 1869 — 23 августа 1949) — канадский политический деятель, 4-й Премьер-министр Альберты с 1921 по 1925 год. Родился в Уинчестере, Англия, позже иммигрировал в Канаду. Жил сначала в Онтарио, а затем в Альберте, где занимался сельским хозяйством. В 1919 году вступил в United Farmers of Alberta (UFA), а позже стал вице-президентом организации.

## Биография

### Молодость
Герберт В. Гринфилд родился 25 ноября 1869 года, в Винчестере, Хэмпшир, Англия. Его отцом был Джон Гринфилд, а мать звали Мэри Лик. Гринфилд учился в Веселианской школе в Далстоне, но после банкротства отца вынужден был покинуть её. Также, до эмиграции в Канаду в 1896 году, он в 1892 году работал на судне для перевозки крупного рогатого скота.
В Канаде он работал на нефтяных месторождениях близ Сарнии, Онтарио, и фермером в Винстоне. 28 февраля 1900 года он женился на Элизабет Харрис. У них было двое сыновей: Франклин Харрис Гринфилд и Арнольд Лик Гринфилд. В 1904 году по экономическим причинам семья отправилась на запад и осела близ Эдмонтона. Гринфилд нашёл работу на деревобрабатывающем заводе, позднее вернувшись к фермерству. Во время первого года жизни в Альберте их дом сгорел от пожара, и они с женой зимовали в коровнике. В 1906 году они переселились в большой дом в четырёх километрах южнее от Вестлока.
В 1922 году, когда Гринфилд уже был премьер-министром, Элизабет внезапно умерла в ходе обычной операции. Он вступил в повторный брак в 1926 году с Марджори Гринвуд Кормакк, которая родила ему двух детей.

### Ранняя политическая карьера
Вскоре после переезда на новую ферму Герберт Гринфилд начал общественную деятельность. Он был избран в местный школьный совет, в котором он провёл двенадцать лет, в том числе в качестве председателя, секретаря и казначея. Также он являлся вице-президентом образовательной ассоциации Альберты, президентом сельскохозяйственного сообщества Вестлока, а также соучредителем и президентом ассоциации муниципальных районов Альберты. Кроме этого, Гринфилд был чиновником по всем провинциям в Ассоциации по улучшенным местным районам, которая защищала реформы, такие как переход с 10-часового на 8-часовой рабочий день из-за проблемной конкуренции улучшенных местных районов (LID) с рабочими железной дороги. Позднее Джон Э. Броунли рассказывал относительно причастности Гринфилда к ассоциации LID, «что сначала он принимал участие в дискуссиях об общественных предметам, и это стало учебным полигоном для его последующего успеха».

### Премьер-министр
Герберт Гринфилд занял пост премьер-министра на фоне больших ожиданий. «Летбридж Джеральд» назвала его «единственным новым Моисеем, который может возвести мост через Красное море», в то время как «Кэлгэри Джеральд» отметила, что «Ни одно правительство этой страны не входило в этот кабинет с такими наилучшими пожеланиями в своём успехе». Гринфилд занял свой пост без предоставления ему места в законодательном органе. Это последнее обстоятельство вызвало добровольную отставку Дональда Макбета Кеннеди, победившего на выборах от избирательного округа Пис Ривер, представляя интересы ассоциации фермеров Альберты. Гринфилд получил место 9 декабря 1921 года путём аккламации.

### Смерть
Герберт Гринфилд умер в 8 часов 25 минут утра 23 августа 1949 года. Его отпевали в Grace Presbyterian церкви и похоронили в Калгари на кладбище Содружества. В 1968 году начальная школа в Эдмонтоне была названа в его честь школой Гринфилда.